# Hiroyuki Takasaki
Hiroyuki Takasaki (高崎 寛之 Takasaki Hiroyuki?), född 17 mars 1986 i Ibaraki prefektur, är en japansk fotbollsspelare.
Takasaki började sin karriär 2008 i Urawa Reds. Efter Urawa Reds spelade han för Mito HollyHock, Ventforet Kofu, Tokushima Vortis, Kashima Antlers, Montedio Yamagata och Matsumoto Yamaga FC. 